# Zaitunia inderensis
Zaitunia inderensis är en spindelart som beskrevs av A. V. Ponomarev 2005. Zaitunia inderensis ingår i släktet Zaitunia och familjen Filistatidae.
Artens utbredningsområde är Kazakstan. Inga underarter finns listade i Catalogue of Life.